# Distretto di Valera
Il distretto di Valera è un distretto del Perù nella provincia di Bongará (regione di Amazonas) con 1.262 abitanti al censimento 2007 dei quali 426 urbani e 836 rurali.
È stato istituito il 3 novembre 1933.